# Elisabeth Welch
Elisabeth Margaret Welch (née le 27 février 1904 à Englewood au New Jersey et morte le 15 juillet 2003 à Northwood, Londres) est une chanteuse et actrice américaine. Bien qu’elle soit originaire des États-Unis, elle a poursuivi une carrière de sept décennies en majeure partie en Grande-Bretagne. Elle est surtout connue pour ses interprétations de Stormy Weather, Love for Sale et Far Away in Shanty Town.

## Résumé de carrière
Après avoir tenu des rôles dans quelques productions à Broadway, Elisabeth Welch a traversé l’Atlantique pour aller travailler à Paris dans des cabarets, entre autres au Moulin Rouge. Elle est revenue à New York pour être l’interprète de la controversée chanson de Cole Porter Love for Sale dans la production The New Yorkers. Le compositeur fera par la suite sa rencontre à Paris et lui offrira d’être l’interprète d’une de ses chansons dans la production Nymph Errant en 1933 à Londres. Un peu plus tôt, la chanteuse avait été invitée à interpréter Stormy Weather dans une production présentée dans la capitale britannique; elle en fera par la suite sa chanson phare.
Elisabeth Welch restera installée à Londres pour la majeure partie de sa carrière. À la fin des années 30, elle a tenu des rôles au cinéma, habituellement comme chanteuse, notamment dans deux films en compagnie de Paul Robeson. Pendant la Seconde guerre mondiale, elle est restée à Londres pour se produire devant les troupes britanniques en compagnie d’autres artistes. Elle a aussi été l’un des premiers artistes à apparaître à la télévision britannique. En 1980, après une absence de près d’un demi-siècle, elle est revenue à New York où elle a travaillé à Broadway et à la télévision. En 1996, à l’âge de 93 ans, elle a donné sa dernière interprétation de Stormy Weather dans un film documentaire tourné pour la télévision.

## Interprétations au théâtre
À Broadway
- 1922 : Liza
- 1923 : Running Wild
- 1924 : Chocolate Dandies
- 1928 : Blackbirds of 1928
- 1931 : The New Yorkers
- 1980 : Black Broadway

À Paris
- 1929 : Cabaret (Moulin-Rouge)
- 1930 : Cabaret (Le Bœuf sur le toit)
- 1933 : Dark Doings (théâtre Leicester Square)

À Londres
- 1933 : Nymph Errant (Adelphi Theatre)
- 1935 : Glamorous Night (Théâtre de Drury Lane)
- 1936 : Let’s Raise the Curtain (Victoria Palace Theatre)
- 1937 : It’s in the Bag (Saville Theatre)
- 1941 : No Time for Comedy (Comedy Theatre)
- 1942 : Sky High (Phoenix Theatre)
- 1944 : Happy and Glorious (London Palladium)
- 1947 : Twopenny Coloured
- 1949 : Oranges and Lemmon
- 1951 : Penny Plain
- 1959 : The Crooked Mile
- 1962 : Cindy Ella
- 1973 : Pippin

À Blackpool
- 1938 : All the Best (Opera House Theatre)

## Au cinéma
- 1934 : Death at Broadcasting House
- 1936 : Soft Lights and Sweet Music
- 1936 : Song of Freedom
- 1937 : Calling All Stars
- 1937 : Big Fella
- 1939 : Mademoiselle Crésus (Over the Moon) de Thornton Freeland
- 1942 : Alibi
- 1944 : Fiddlers Three
- 1945 : Au cœur de la nuit
- 1959 : Our Man in Havana
- 1978 : La Malédiction de la Panthère rose de Blake Edwards
- 1979 : La Tempête de Derek Jarman
- 1979 : Le Trésor de la montagne sacrée (Arabian Adventure) de Kevin Connor